# La Vie de Louis Pasteur
Pour plus de détails, voir Fiche technique et Distribution.
La Vie de Louis Pasteur (The Story of Louis Pasteur) est un film américain réalisé par William Dieterle, sorti en 1936.

## Synopsis
Affirmant que certaines maladies sont provoquées par des microbes, Louis Pasteur se heurte à une communauté scientifique sceptique. Sa découverte d'un vaccin contre la maladie du charbon et la rage la convaincra.

## Fiche technique
- Titre original : The Story of Louis Pasteur
- Titre français : La Vie de Louis Pasteur
- Réalisation : William Dieterle, assisté d'Irving Rapper (non crédité)
- Scénario : Sheridan Gibney et Pierre Collings
- Direction artistique : Robert M. Haas
- Costumes : Milo Anderson
- Photographie : Tony Gaudio
- Son : Charles Lang
- Montage : Ralph Dawson
- Musique : Bernhard Kaun et Heinz Roemheld
- Production déléguée : Jack L. Warner et Hal B. Wallis
- Société de production : First National Productions
- Société de distribution : Warner Bros. Entertainment
- Pays d'origine :  États-Unis
- Langue originale : anglais
- Format : noir et blanc — 35 mm — 1,37:1 — son Mono
- Genre : Drame, Film biographique
- Durée : 87 minutes
- Dates de sortie : 
  - États-Unis : 22 février 1936
  - France : 25 septembre 1936

## Distribution
- Paul Muni : Louis Pasteur

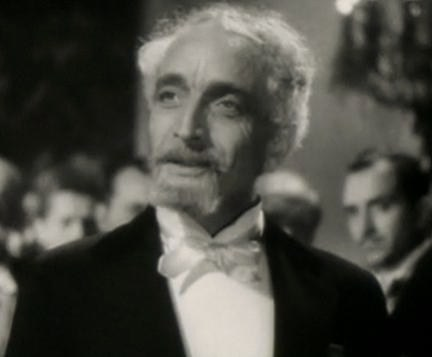
Fritz Leiber : Dr. Charbonnet.

- Josephine Hutchinson : Marie Pasteur
- Anita Louise : Annette Pasteur
- Donald Woods : Dr. Jean Martel
- Fritz Leiber : Dr. Charbonnet
- Henry O'Neill : Dr. Émile Roux
- Porter Hall : Dr. Rossignol
- Raymond Brown : Dr. Radisse
- Akim Tamiroff : Dr. Zaranoff
- Halliwell Hobbes : Dr. Lister
- Frank Reicher : Dr. Pfeiffer
- Dickie Moore : Joseph Meister
- Ruth Robinson : Mme Meister
- Walter Kingsford : Napoléon III
- Iphigenie Castiglioni : Impératrice Eugénie
- Herbert Corthell (en) : Louis Adolphe Thiers

Acteurs non crédités :
- George Beranger : Un assistant
- Otto Hoffman : Un fermier
- Frank Mayo : Sadi Carnot
- Niles Welch : Un messager

## Distinctions

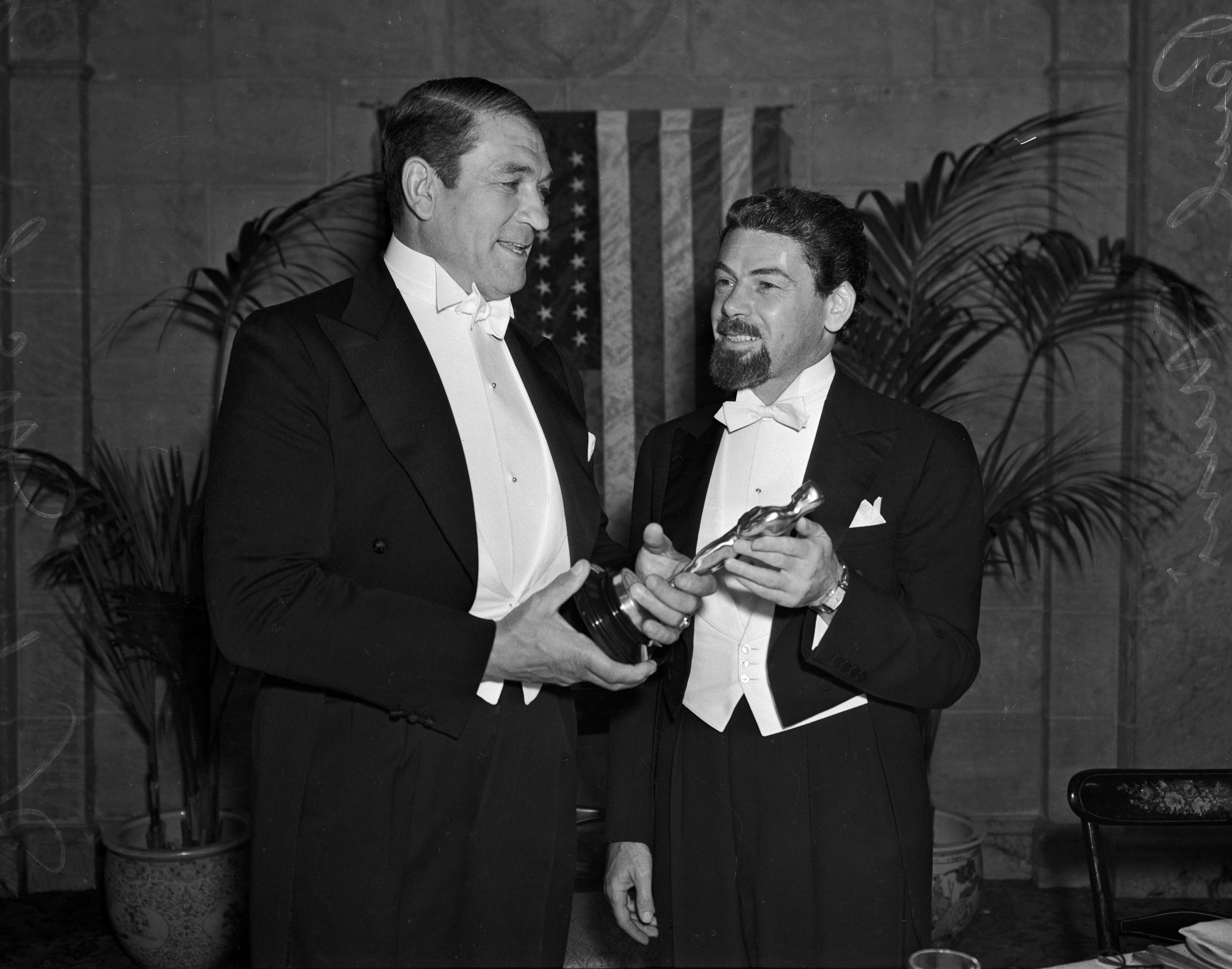
Paul Muni recevant son Oscar de Victor McLaglen.

- Oscar du meilleur acteur pour Paul Muni
- Oscar de la meilleure histoire originale
- Oscar du meilleur scénario adapté

## Commentaires
Mis en chantier sans conviction par les dirigeants de la Warner, cette « Vie de Louis Pasteur » remporta finalement un vif succès et trois Oscars (meilleur acteur, meilleure histoire, meilleur scénario). L'engouement qu'il suscite conduit alors ces dirigeants à produire des films dans la même veine et à créer un genre en soi : la vie d'hommes illustres luttant contre le conservatisme ambiant pour imposer leurs idées novatrices - qui s’avèrent des avancées pour l'humanité. On aura ainsi la vie d’un écrivain luttant contre l'antisémitisme (La Vie d'Émile Zola), du médecin qui découvre le remède contre la syphilis (La Balle magique du Docteur Ehrlich), du journaliste qui révolutionna le service de presse (Une dépêche Reuter), autant de films réalisés par William Dieterle et qui furent des succès. La Vie de Louis Pasteur s’attache quant à lui à décrire l'action d’un homme qui remet en cause - malgré lui - les confortables concepts archaïques de son époque. L'opposition entre l'immobilisme personnifié par une communauté scientifique dont l'histoire a démontré qu'elle a tort, et l'esprit indépendant et ouvert d'un homme seul qui œuvre pour l'humanité, est l'attrayant moteur de cette intrigue. En faisant appel à l'histoire des sciences pour cautionner des idées alors rejetées, le scénario rend d'autant plus crédible le personnage qui les exprime. Le film étant fortement romancé, il va sans dire que cette histoire des sciences est outrageusement travestie et orientée pour ses besoins. Un certain nombre d'éléments sont totalement farfelus : Napoléon III interdit à Pasteur toute activité alors qu'en vérité il le nomme sénateur à vie ; de même, Pasteur est terrassé par un hémiplégie en 1868 au moment où commence le film et non pas après la guerre comme le prétend l'intrigue. D'autres éléments relèvent avant tout du sensationnel : la démonstration publique de 1881 qui consiste à vérifier l'effet de la vaccination sur 50 moutons atteints de la maladie du charbon, et le petit alsacien sauvé de la rage en 1885, en font partie. Renfrogné, déterminé, autoritaire, Paul Muni incarne un Pasteur inattendu qui justifie l'Oscar qu'il reçut pour le rôle.